# Hisashi Appiah Tawiah
Hisashi Appiah Tawiah (japanisch アピア タウィア 久, Appiah Tawiah Hisashi; * 18. Oktober 1998 in der Präfektur Aichi) ist ein japanisch–ghanaischer Fußballspieler.

## Karriere
Hisashi Appiah Tawiah erlernte das Fußballspielen in der Jugendmannschaft des Aichi FC, der Schulmannschaft der Toho High School sowie in der Universitätsmannschaft der Ryūtsū-Keizai-Universität. 2017 spielte er bei Ryutsu Keizai Dragons Ryugasaki, einer Mannschaft der Ryūtsū-Keizai-Universität. Die Mannschaft spielte in der vierten Liga, der Japan Football League. Hier absolvierte er vier Spiele. Die Saison 2020 wurde er an Vegalta Sendai ausgeliehen. Der Verein aus Sendai spielte in der ersten Liga des Landes, der J1 League. Sein Erstligadebüt gab er am 1. August 2020 im Heimspiel gegen die Yokohama F. Marinos. Hier stand er in der Startelf und spielte die kompletten 90 Minuten. Nach der Ausleihe wurde er Anfang 2021 von Sendai fest verpflichtet. Am Saisonende 2021 belegte er mit Sendai den neunzehnten Tabellenplatz und musste in zweite Liga absteigen. 29-mal stand er 2021 für den Erstligisten auf dem Spielfeld. Nach dem Abstieg wechselte er nach Kyōto zum Erstligaaufsteiger Kyōto Sanga.